# HMAS Melbourne (1912)
HMAS Melbuorne – australijski krążownik lekki brytyjskiego typu Town, zbudowany w stoczni w Birkenhead. Wszedł do służby w 1913 roku. Był pierwszym australijskim krążownikiem, 13 marca 1913 r. przybył do australijskiego portu w Fremantle. 